# Are Crooks Dishonest?
Are Crooks Dishonest? é um curta-metragem norte-americano de 1918, do gênero comédia, estrelado por Harold Lloyd. Cópias do filme estão conservadas no Museu de Arte Moderna e Filmoteca Española.

## Elenco
- Harold Lloyd - Harold
- Bebe Daniels - Miss Goulash
- Snub Pollard (como Harry Pollard)
- William Blaisdell
- Sammy Brooks
- Lige Conley
- William Gillespie
- Helen Gilmore
- Lew Harvey
- Gus Leonard

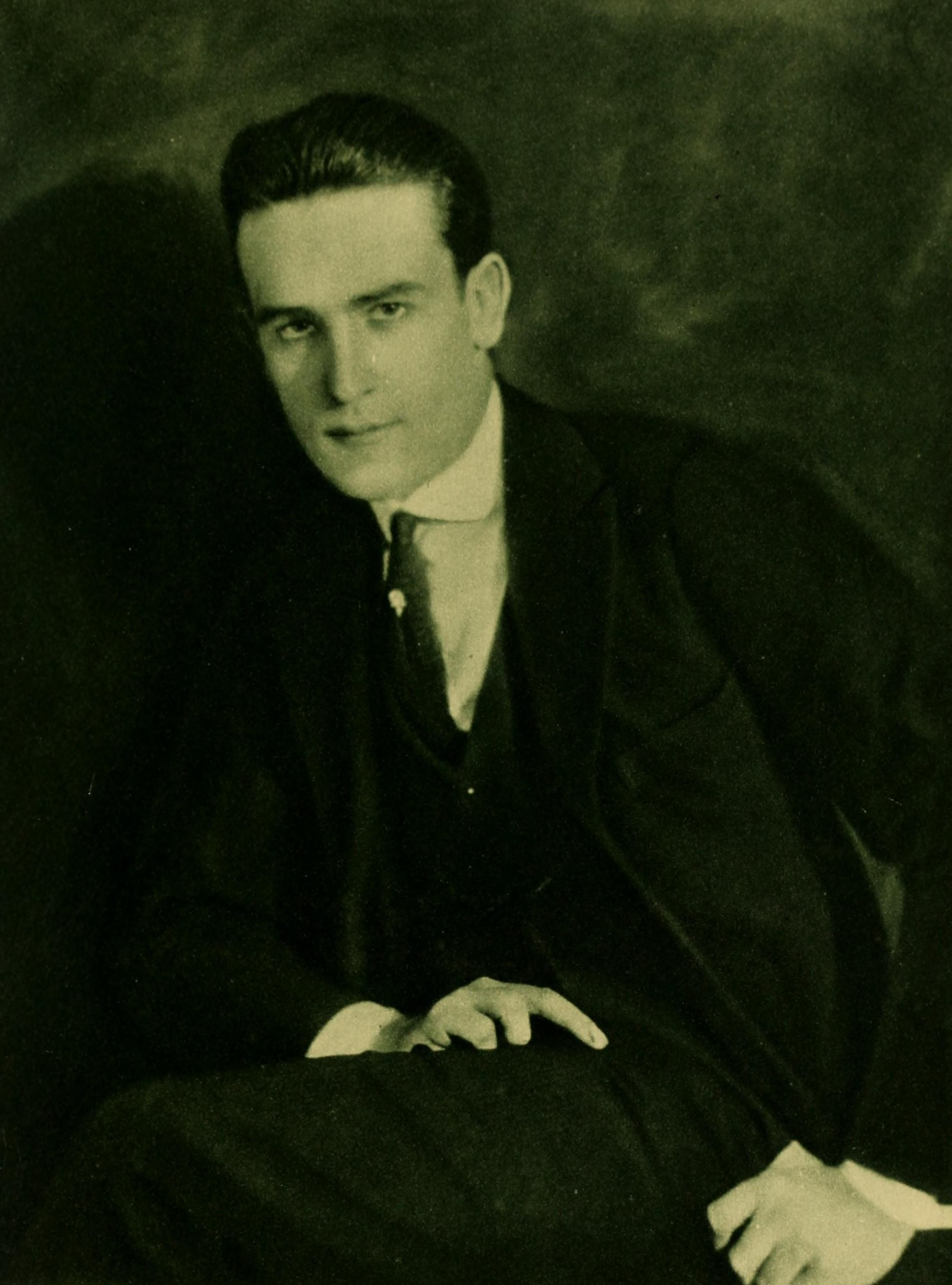
Harold Lloyd

- Charles Stevenson (como C.E. Stevenson)